# Paracota
La paracota són unes postres típiques de la gastronomia dels pobles del Delta de l'Ebre (Deltebre, Sant Jaume d'Enveja, etc.). La seva elaboració és simple i ràpida, està composta per farina i ous, també es pot afegir la figa i la mel. Les veus dels avis expliquen que foren unes postres inventades aproximadament fa un 100 anys quan als pobles del Delta de l'Ebre els joves i no tan joves ballaven la jota en les festes. Quan la música de les jotes finalitzava bevien un trago de mistela i menjaven una "para jota", d'aquestes postres anomenades "para jota" és el que avui es coneix com a paracota.
Hi ha unes postres a Múrcia anomenades Paparajotes, les quals s'elaboren de manera similar a les paracotes i les borraines que podria ser l'origen real del nom. A València existeixen les figues albardades, molt semblants.